# Arondismentul Châtellerault
Arondismentul Châtellerault (în franceză Arrondissement de Châtellerault) este un arondisment din departamentul Vienne, regiunea Poitou-Charentes, Franța.

## Subdiviziuni

### Cantoane
- Cantonul Châtellerault-Nord
- Cantonul Châtellerault-Ouest
- Cantonul Châtellerault-Sud
- Cantonul Dangé-Saint-Romain
- Cantonul Lencloître
- Cantonul Loudun
- Cantonul Moncontour
- Cantonul Monts-sur-Guesnes
- Cantonul Pleumartin
- Cantonul Saint-Gervais-les-Trois-Clochers
- Cantonul Les Trois-Moutiers
- Cantonul Vouneuil-sur-Vienne

### Comune
| 1. Angliers (86005)                          | 2. Antran (86007)                    | 3. Archigny (86009)             | 4. Arçay (86008)                        |
| 5. Aulnay (86013)                            | 6. Availles-en-Châtellerault (86014) | 7. Basses (86018)               | 8. Beaumont (86019)                     |
| 9. Bellefonds (86020)                        | 10. Berrie (86022)                   | 11. Berthegon (86023)           | 12. Beuxes (86026)                      |
| 13. Bonneuil-Matours (86032)                 | 14. Bournand (86036)                 | 15. Buxeuil (86042)             | 16. Ceaux-en-Loudun (86044)             |
| 17. Cenon-sur-Vienne (86046)                 | 18. Cernay (86047)                   | 19. Chalais (86049)             | 20. La Chaussée (86069)                 |
| 21. Chenevelles (86072)                      | 22. Chouppes (86075)                 | 23. Châtellerault (86066)       | 24. Colombiers (86081)                  |
| 25. Coussay (86085)                          | 26. Coussay-les-Bois (86086)         | 27. Craon (86087)               | 28. Curçay-sur-Dive (86090)             |
| 29. Dangé-Saint-Romain (86092)               | 30. Dercé (86093)                    | 31. Doussay (86096)             | 32. Glénouze (86106)                    |
| 33. La Grimaudière (86108)                   | 34. Guesnes (86109)                  | 35. Ingrandes (86111)           | 36. Leigné-les-Bois (86125)             |
| 37. Leigné-sur-Usseau (86127)                | 38. Lencloître (86128)               | 39. Leugny (86130)              | 40. Loudun (86137)                      |
| 41. Lésigny (86129)                          | 42. Mairé (86143)                    | 43. Martaizé (86149)            | 44. Maulay (86151)                      |
| 45. Mazeuil (86154)                          | 46. Messemé (86156)                  | 47. Moncontour (86161)          | 48. Mondion (86162)                     |
| 49. Monthoiron (86164)                       | 50. Monts-sur-Guesnes (86167)        | 51. Morton (86169)              | 52. Mouterre-Silly (86173)              |
| 53. Naintré (86174)                          | 54. Nueil-sous-Faye (86181)          | 55. Orches (86182)              | 56. Les Ormes (86183)                   |
| 57. Ouzilly (86184)                          | 58. Oyré (86186)                     | 59. Pleumartin (86193)          | 60. Port-de-Piles (86195)               |
| 61. Pouant (86197)                           | 62. Pouançay (86196)                 | 63. Prinçay (86201)             | 64. La Puye (86202)                     |
| 65. Ranton (86205)                           | 66. Raslay (86206)                   | 67. La Roche-Posay (86207)      | 68. La Roche-Rigault (86079)            |
| 69. Roiffé (86210)                           | 70. Saint-Christophe (86217)         | 71. Saint-Clair (86218)         | 72. Saint-Genest-d'Ambière (86221)      |
| 73. Saint-Gervais-les-Trois-Clochers (86224) | 74. Saint-Jean-de-Sauves (86225)     | 75. Saint-Laon (86227)          | 76. Saint-Léger-de-Montbrillais (86229) |
| 77. Saint-Rémy-sur-Creuse (86241)            | 78. Saint-Sauveur (86245)            | 79. Saires (86249)              | 80. Saix (86250)                        |
| 81. Sammarçolles (86252)                     | 82. Savigny-sous-Faye (86257)        | 83. Scorbé-Clairvaux (86258)    | 84. Senillé (86259)                     |
| 85. Sossais (86265)                          | 86. Sérigny (86260)                  | 87. Ternay (86269)              | 88. Thuré (86272)                       |
| 89. Les Trois-Moutiers (86274)               | 90. Usseau (86275)                   | 91. Vaux-sur-Vienne (86279)     | 92. Vellèches (86280)                   |
| 93. Verrue (86286)                           | 94. Vicq-sur-Gartempe (86288)        | 95. Vouneuil-sur-Vienne (86298) | 96. Vézières (86287)                    |